# General von Steuben
El General von Steuben (originalmente llamado München, por la ciudad de Múnich, hasta 1938) fue un transatlántico alemán construido en 1922 para la naviera Norddeutscher Lloyd. En 1930, la empresa lo rebautizó como General von Steuben, en honor al oficial alemán que combatió en la Guerra de Independencia de Estados Unidos.
Con el estallido de la Segunda Guerra Mundial en 1939, fue confiscado por la Kriegsmarine, renombrado como Steuben y convertido en transporte de tropas. Sirvió en ese papel hasta que fue hundido en febrero de 1945 por el submarino soviético S-13. 

## Segunda Guerra Mundial

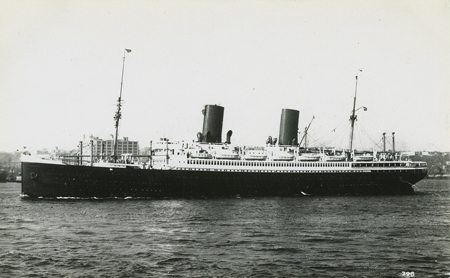
Perfil del General von Steuben.

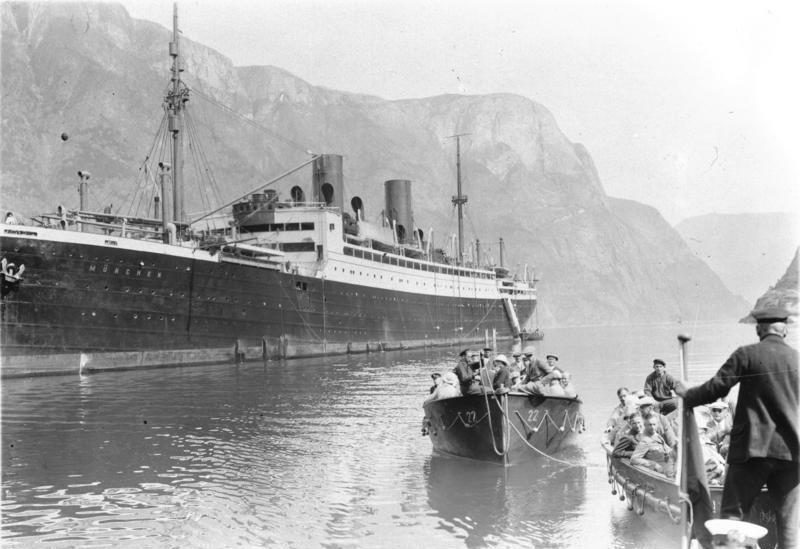
El General von Steuben en 1925, cuando se llamaba München.

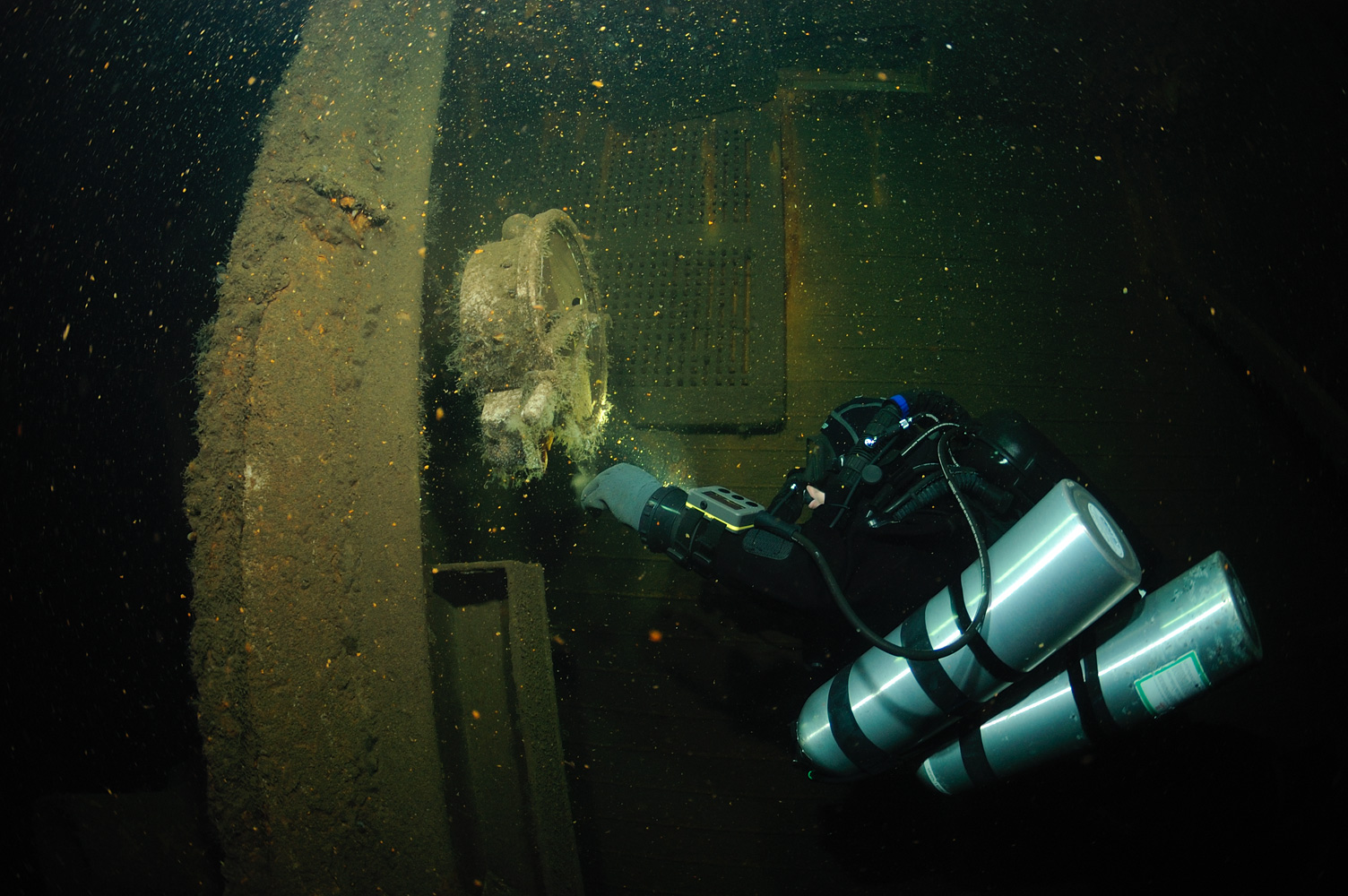
Buceador en uno de los telégrafos de órdenes de máquinas del pecio del General von Steuben.

En enero de 1945, Alemania ya tenía perdida la guerra y el almirante Karl Dönitz previniendo que el avance ruso, una vez quebrada las defensas de Prusia Oriental, sería aplastante para las regiones portuarias bálticas, ordenó la Operación Aníbal, que sería la más desesperada evacuación militar y civil por vía marítima de la historia.
Para ello ordenó a toda embarcación disponible salvar a soldados sobrevivientes, soldados heridos y submarinistas de Gotenhafen; la población civil tendría cupo una vez que estos efectivos hubiesen sido retirados. Para ello se usaron grandes barcos, tales como el Hansa, el Deutschland, el Goya, el Thielbek, el Wilhelm Gustloff, el Steuben, entre otros.
En marzo de 1945, los soviéticos avanzaban sobre Prusia, ya habían establecido un cerco en la ciudad fortaleza de Breslau y la población civil huía por delante en dirección al puerto de Pillau. Se hacía cuanto estaba al alcance para trasladar a los civiles dando preferencia a los soldados heridos y autorizados en la evacuación hacia el margen occidental.
Además de los ataques de la infantería soviética, los submarinos rusos aparecieron a la salida de los puertos alemanes. El Steuben fue uno de los barcos que fueron abordados por 5200 refugiados alemanes y soldados heridos, que embarcaron en Pillau, en la bahía de Gdansk, Polonia, con destino a Swinemünde.
En la medianoche del día en que zarpó, el 10 de febrero de 1945, con 2800 soldados heridos, 320 enfermeros, 30 médicos y más de 800 refugiados, fue hundido por dos torpedos lanzados desde el submarino soviético S-13, comandado por Alexander Marinesko. Este mismo submarino había hundido al Wilhelm Gustloff 10 días antes.
Solamente hubo 659 supervivientes salvados por la lancha torpedera T-196, el resto, 4500 personas, murieron. Es, junto con el Wilhelm Gustloff, el Goya y el Cap Arcona una de las grandes tragedias marítimas de la historia mundial.